# Vitomirești
Vitomirești – wieś w Rumunii, w okręgu Aluta, w gminie Vitomirești. W 2011 roku liczyła 466 mieszkańców. 